# إضافة البورون الهيدروجينية

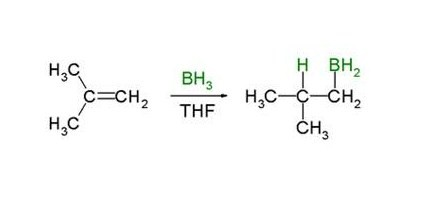

تفاعل الأكسدة الهيدروبورونية هو أحد التفاعلات التي تحدث في الكيمياء العضوية, يستخدم لإضافة مجموعة هيدروكسيل (-OH) وكاتيون هيدروجين (+H) إلى الألكين بطريقة معاكسة لقاعدة ماركينيكوف. بالإضافة إلى الإضافة المتماثلة, لتصبح المجموعات الفعالة في نفس الإتجاه من الرابطة المزدوجة بين ذرتين كربون.
يتضمن التفاعل أولا إضافة (BH3 (B2H6 إلى الألكين, ثم إضافة البيروكسيد والقاعدة (-H2O2, OH).
وآلية هذا التفاعل هي مهاجمة الرابطة المزدوجة بواسطة BH3 لتكوين حلقة رباعية انتقالية. ويتم إضافة البيروكسيد لاستبدال مجموعة BH2 بمجموعة هيدروكسيل.